# Hygrochroa castanea
Hygrochroa castanea är en fjärilsart som beskrevs av Jones 1908. Hygrochroa castanea ingår i släktet Hygrochroa och familjen silkesspinnare. Inga underarter finns listade i Catalogue of Life.